# Club Atlético Unión
Il Club Atlético Unión, conosciuto anche come Unión de Santa Fe, è una società polisportiva argentina, con sede a Santa Fe. La squadra di calcio milita nella Primera División del campionato argentino di calcio.
L'Unión, oltre al calcio, pratica altre discipline come la scherma, il basket, l'hockey su prato, il tiro con l'arco, le bocce, la pallavolo, la pallanuoto, il pattinaggio, il tennis, il karate, il nuoto, il cricket e il softball. La squadra di basket partecipa della Liga Nacional de Básquet.

## Storia
Il 15 aprile 1907 viene fondato il club, in un caffè di Santa Fe da immigrati italiani e spagnoli. Il club ha vinto due volte la Primera B Nacional, nel 1966 e nel 2014, e ha disputato un totale di 36 stagioni nella Primera División Argentina.

## Organico

### Rosa 2025
| N. |                      | Ruolo | Calciatore          |
| -- | -------------------- | ----- | ------------------- |
| 3  | Argentina (bandiera) | D     | Claudio Corvalán    |
| 7  | Argentina (bandiera) | A     | Franco Fragapane    |
| 8  | Siria (bandiera)     | C     | Ezequiel Ham        |
| 9  | Argentina (bandiera) | A     | Jerónimo Dómina     |
| 10 | Argentina (bandiera) | A     | Lionel Verde        |
| 11 | Argentina (bandiera) | C     | Mateo Del Blanco    |
| 13 | Argentina (bandiera) | D     | Valentín Fascendini |
| 14 | Argentina (bandiera) | D     | Bruno Pittón        |
| 16 | Argentina (bandiera) | C     | Mauricio Martínez   |
| 18 | Argentina (bandiera) | A     | Lucas Gamba         |
| 19 | Ecuador (bandiera)   | A     | José Enrique Angulo |
| 20 | Argentina (bandiera) | C     | Julián Palacios     |
| 21 | Argentina (bandiera) | C     | Agustín Colazo      |

| N. |                      | Ruolo | Calciatore          |
| -- | -------------------- | ----- | ------------------- |
| 22 | Argentina (bandiera) | D     | Francisco Gerometta |
| 24 | Argentina (bandiera) | C     | Rafael Profini      |
| 25 | Uruguay (bandiera)   | P     | Thiago Cardozo      |
| 26 | Argentina (bandiera) | D     | Juan Pablo Ludueña  |
| 28 | Argentina (bandiera) | C     | Mauro Pittón        |
| 30 | Argentina (bandiera) | A     | Jerónimo Dómina     |
| 31 | Argentina (bandiera) | P     | Matías Tagliamonte  |
| 32 | Argentina (bandiera) | D     | Nicolás Paz         |
| 34 | Argentina (bandiera) | D     | Franco Pardo        |
| 40 | Argentina (bandiera) | P     | Lucas Meuli         |
|    | Argentina (bandiera) | C     | Ezequiel Cañete     |

### Rosa 2024
| N. |                      | Ruolo | Calciatore          |
| -- | -------------------- | ----- | ------------------- |
| 1  | Argentina (bandiera) | P     | Nicolás Campisi     |
| 2  | Argentina (bandiera) | D     | Miguel Torrén       |
| 3  | Argentina (bandiera) | D     | Claudio Corvalán    |
| 5  | Argentina (bandiera) | C     | Joaquín Mosqueira   |
| 7  | Argentina (bandiera) | A     | Mauro Luna Diale    |
| 8  | Argentina (bandiera) | C     | Enzo Roldán         |
| 9  | Argentina (bandiera) | A     | Gonzalo Morales     |
| 11 | Argentina (bandiera) | C     | Mateo Del Blanco    |
| 13 | Argentina (bandiera) | D     | Valentín Fascendini |
| 14 | Argentina (bandiera) | D     | Bruno Pittón        |
| 15 | Argentina (bandiera) | C     | Patricio Tanda      |
| 16 | Argentina (bandiera) | D     | Federico Vera       |

| N. |                      | Ruolo | Calciatore          |
| -- | -------------------- | ----- | ------------------- |
| 18 | Argentina (bandiera) | A     | Lucas Gamba         |
| 19 | Argentina (bandiera) | C     | Tiago Banega        |
| 20 | Argentina (bandiera) | C     | Simón Rivero        |
| 22 | Argentina (bandiera) | D     | Francisco Gerometta |
| 25 | Uruguay (bandiera)   | P     | Thiago Cardozo      |
| 26 | Argentina (bandiera) | D     | Juan Pablo Ludueña  |
| 28 | Argentina (bandiera) | C     | Mauro Pittón        |
| 30 | Argentina (bandiera) | A     | Jerónimo Dómina     |
| 32 | Argentina (bandiera) | D     | Nicolás Paz         |
| 33 | Argentina (bandiera) | A     | Nicolás Orsini      |
| 34 | Argentina (bandiera) | D     | Franco Pardo        |
| 40 | Argentina (bandiera) | P     | Lucas Meuli         |

## Palmarès

### Competizioni nazionali
- Primera B Nacional: 2

1966, 2014

### Altri piazzamenti
- Campionato argentino:

Secondo posto: Nacional 1979
Terzo posto: Metropolitano 1978
- Primera B Nacional:

Secondo posto: 1988-1989, 1995-1996, 2010-2011
Terzo posto: 2007-2008